# Atmosphère de Mercure
L'atmosphère de Mercure s'est dissipée rapidement après la formation de la planète, sous l'action conjuguée de la faible gravité de la planète, de la haute température de surface et des effets du vent solaire. Néanmoins, de nos jours, il y a encore des traces d'une atmosphère extrêmement ténue, contenant de l'hydrogène, de l'oxygène, de l'hélium, du sodium, du calcium, du potassium et de la vapeur d'eau, avec un niveau de pression combiné mal connu : la NASA estime qu'il varie de 10−15 bar (0,1 nPa) qui pourrait être considéré négligeable à 200 nPa. Cela donne une masse grossièrement estimée à 1,6 × 106 kg[réf. nécessaire].

## Composition atmosphérique
Cette atmosphère n'est pas faite d'atomes stables, mais elle est continuellement perdue et réapprovisionnée par différentes sources. Les atomes d'hydrogène et d'hélium proviennent probablement du vent solaire, se diffusant dans la magnétosphère de Mercure avant de s'échapper à nouveau dans l'espace. La radioactivité des éléments enfouis dans la croûte de Mercure est une autre source d'hélium, aussi bien que de sodium et de potassium.

### Exosphère
Les premiers composants découverts furent l'hydrogène atomique (H), l'hélium (He) et l'oxygène atomique (O), qui ont été détectés par le luxmètre à ultraviolet de Mariner 10 en 1974. En 2008, la sonde MESSENGER confirma la présence d'atomes d'hydrogène avec une concentration supérieure à l'estimation de 1974. L'hydrogène et l'hélium exosphériques de Mercure sembleraient provenir du vent solaire, tandis que l'oxygène proviendrait de la croûte.
Le quatrième composant détecté dans l'atmosphère est le sodium (Na). Il fut découvert en 1985 par Drew Potter et Tom Morgan qui observaient les raies d'émission Fraunhofer à 589 et 589,6 nm. La densité moyenne de cet élément est de 1011 cm−3. D'après les observations, le sodium se concentre près des pôles, formant des taches blanches. Sa concentration semble augmenter près du terminateur. Certaines recherches démontreraient une corrélation entre l'abondance de sodium et certaines caractéristiques de la surface telles que le bassin Caloris ; cependant, ces résultats restent controversés. Un an après la découverte du sodium, Potter et Morgan découvrirent que le potassium (K) est aussi présent dans l'atmosphère de Mercure, bien que la densité de cet élément soit deux fois moins importante que celle du sodium. Cependant, les propriétés et la distribution spatiale de ces deux éléments sont similaires.
En 1998, un autre élément, le calcium (Ca), fut détecté (3 fois moins présent que le sodium). Les observations de MESSENGER de 2009 montrent que le calcium se concentre principalement à l'équateur (en opposition au cas du sodium et du potassium, localisés aux pôles).
Le 3 juillet 2008, il fut annoncé que la sonde MESSENGER avait découvert de la vapeur d'eau dans les niveaux supérieurs de l'atmosphère de Mercure, environ « une ... pour trois ou quatre ions de sodium ». Elle se serait formée sur place, par l'intermédiaire d'hydrogène issu du vent solaire et d'oxygène provenant des minéraux de la croûte de Mercure.

### Près de la surface
Près de la surface, la concentration respective des atomes d'hydrogène (H) et d'oxygène (O) varierait, selon les estimations, entre 230 cm−3 pour l'hydrogène à 44 000 cm−3 pour l'oxygène (l’hélium ayant une valeur intermédiaire).

## Température
Les variations de la température de surface sur les astres sans atmosphère, ou avec une atmosphère extrêmement ténue, sont très prononcées. Lors d'un jour mercurien, la température de surface atteint 420 °C, alors que pendant la nuit elle tombe à −180 °C. À cause de ces énormes changements de température, le stress thermique peut causer des effets notables sur la surface de Mercure.

## Sources
- (en) Cet article est partiellement ou en totalité issu de l’article de Wikipédia en anglais intitulé « Atmosphere of Mercury » (voir la liste des auteurs).

## Compléments

### Lectures approfondies
- (en) Rasool, S. I., S. H. Gross and W. E. McGovern (1966). The atmosphere of Mercury. Space Science Reviews 5 (5), 565-584.
- (en) Williams, I. P. (1974). Atmosphere of Mercury. Nature 249, 234.